# Alberto I de Brandeburgo
Alberto I de Brandemburgo, Albrecht I de Brandemburgo, también llamado Alberto el Oso, o Albrecht von Ballenstedt (1100-1170), fue uno de los nobles alemanes que más favoreció la colonización de las marcas fronterizas al este de la actual Alemania, lo que se conocía como la Marca Norte del Sacro Imperio Romano Germánico.

## Biografía
Proveniente de la casa de Ascania, fundó en 1157 la Marca de Brandemburgo y fue el primer duque de Brandeburgo. Con él, la región en torno al actual estado de Brandemburgo pasó a formar parte del Imperio.
Alberto I era el único hijo del conde ascanio Otón el Rico y de Eilika Billung de Sajonia. Su lugar de nacimiento no es conocido a ciencia cierta, al igual que el de su entierro tras su muerte, a la poco común edad de 70 años. Pero se supone que su tumba debe estar en el convento de Ballenstedt. 
En 1125/1126 contrajo matrimonio con Sofía de Winzenburg , hermana de la abadesa Beatriz de Quedlinburg, que le dio trece hijos y murió 9 años antes que el conde.
Alberto el Oso recibió de su padre el condado de Ballenstedt y, como vasallaje, la obligación de defender la Marca del Norte. Tras su irrupción desde la Marca del Norte (Nordmark), en lo que se llamó la expansión al Este (Drang nach Osten), se proclamó primer margrave de Brandeburgo en 1140. En 1138, el rey Conrado III arrebató los Welfen al duque de Sajonia, Enrique el Soberbio, y cedió el título a Alberto, aunque este más tarde debió de renunciar en favor del hijo de Enrique, Enrique el León, primo de Federico Barbarroja. Pese a ello, retuvo parte del ducado y lo anexionó a su feudo. En 1140 obtuvo el condado de Weimar-Orlamunde. A su muerte sus dominios se dividieron entre sus numerosos hijos, con lo que se estableció realmente la dinastía de los Ascanios en Sajonia.

## Matrimonio y descendencia
En 1125, se casó con Sofía de Winzenburg. Tuvieron trece hijos:
1. Otón I de Brandeburgo (1126/1128-7 de marzo de 1184)
2. Conde Hermann I de Orlamünde (fallecido en 1176)
3. Siegfried (muerto 24 de octubre de 1184), Obispo de Brandeburgo 1173-1180, príncipe-arzobispo de Bremen, el primer príncipe clasificado, a partir de 1180-1184
4. Enrique (muerto en 1185), un canon en Magdeburg
5. Conde Adalberto de Ballenstedt (fallecido después del 6 de diciembre de 1172)
6. Conde Dietrich de Werben (fallecido después del 5 de septiembre de 1183)
7. Conde Bernardo de Anhalt (1140-9 de febrero de 1212), conde de Anhalt, y desde 1180 también duque de Sajonia como Bernardo III
8. Eduviges († 1203), casada con el margrave Otón II de Meissen
9. Hija, casada (c.1152) con Vladislao Olomouc, el hijo mayor del duque Soběslav I de Bohemia
10. Adelaida (muerta en 1162), una monja en Lamspringe
11. Gertrudis, se casó en 1155 con el duque Děpold I de Jamnitz
12. Sibila (m.1170), Abadesa de Quedlinburg
13. Eilika